# Fritz Raab (Schriftsteller)
Fritz Raab (* 2. April 1925 in Siegen; † 11. Februar 2010 in Hamburg) war ein deutscher Schriftsteller und Rundfunkredakteur. Er schuf für den Stern die Comicserie „Taró“, die bis 1968 erschien. Er war für mehrere Jahre Leiter des Nachwuchsstudios des Norddeutschen Rundfunks. Seine bekanntesten Romane sind „Das Denkmal“ und „Stadttheater“.

## Leben
Nach Kriegsende und Studium begann Fritz Raab 1949 seine Tätigkeit als freier Schriftsteller. Er hat ungefähr 250 Hörfunk- und 50 Fernsehmanuskripte verfasst. Daneben erschienen mehrere Kinderbücher von ihm. 1959 schuf er für die Zeitschrift Stern die Comicserie „Taró“, die durch umfangreiche Hintergrundrecherchen und außergewöhnlicher Darstellungsqualität das Schema konventioneller Abenteuerserien durchbrach. Die Figur „Taró – der Indianer“ erschien über einen längeren Zeitpunkt in der Beilage des „STERN“ für Kinder „Sternchen“. Diese Comicserie, damals „Bildergeschichte“ genannt, wurde von F. W. Richter-Johnsen illustriert.

### Werk
Romane, Erzählungen und Dramen
- Betty und die 12000 Schafe. Styria, Graz 1957; span. Übers.
- Wenn der Frosch quakt … Abenteuer um ein schwarz gesendetes Hörspiel. Styria, Köln  1958
- Dierk, der Klingenschmied. Soldatenwerbung und Menschenhandel absoluter Fürsten, 1731. Dt. Laienspiel-Verlag, Weinheim/Bergstr. [1959], 1962
- Das macht Olaf. Komödie. 1970
- Besuch bei Ruth. Kriminalstück. 1976
- Ab mit dir ins Vaterland. Kinderroman. Beltz & Gelberg, Weinheim/Basel 1977; dtv, München 1979
- Taró. 3 Bde. Becker und Knigge, Hannover 1978–1980 [Comic; mit F.W. Richter-Johnsen]
- Das Denkmal. Roman. Knaus, Hamburg 1979; Goldmann, München 1981
- Stadttheater. Roman. Scherz, Bern 1984
- Trari-trara oder: wie man reich wird durch die Post. Schwank in drei Akten. Dt. Theaterverlag, Weinheim/Bergstr. [1991].

Hörspiele
- Kellerassel – Kleiner Grenzverkehr – Das Staatsgeheimnis [auch niederl.] – Aus Prinzip.

Tonträger
- Ralph, mein Freund aus dem Tierheim. Hörspiel. Hamburg: Metronome 1974 [LP].

Fernsehen
- Kellerassel – Das garstig Lied – Die Prüfung – Jörn Drescher, 19 Jahre.

Film
- Straßen der Vernunft – Heute für morgen – Robinson im Wattenmeer [jeweils Mitverf.]